# Massimiliano Caputi
Massimiliano Caputi (Trieste, 1º ottobre 1964) è un dirigente d'azienda italiano.

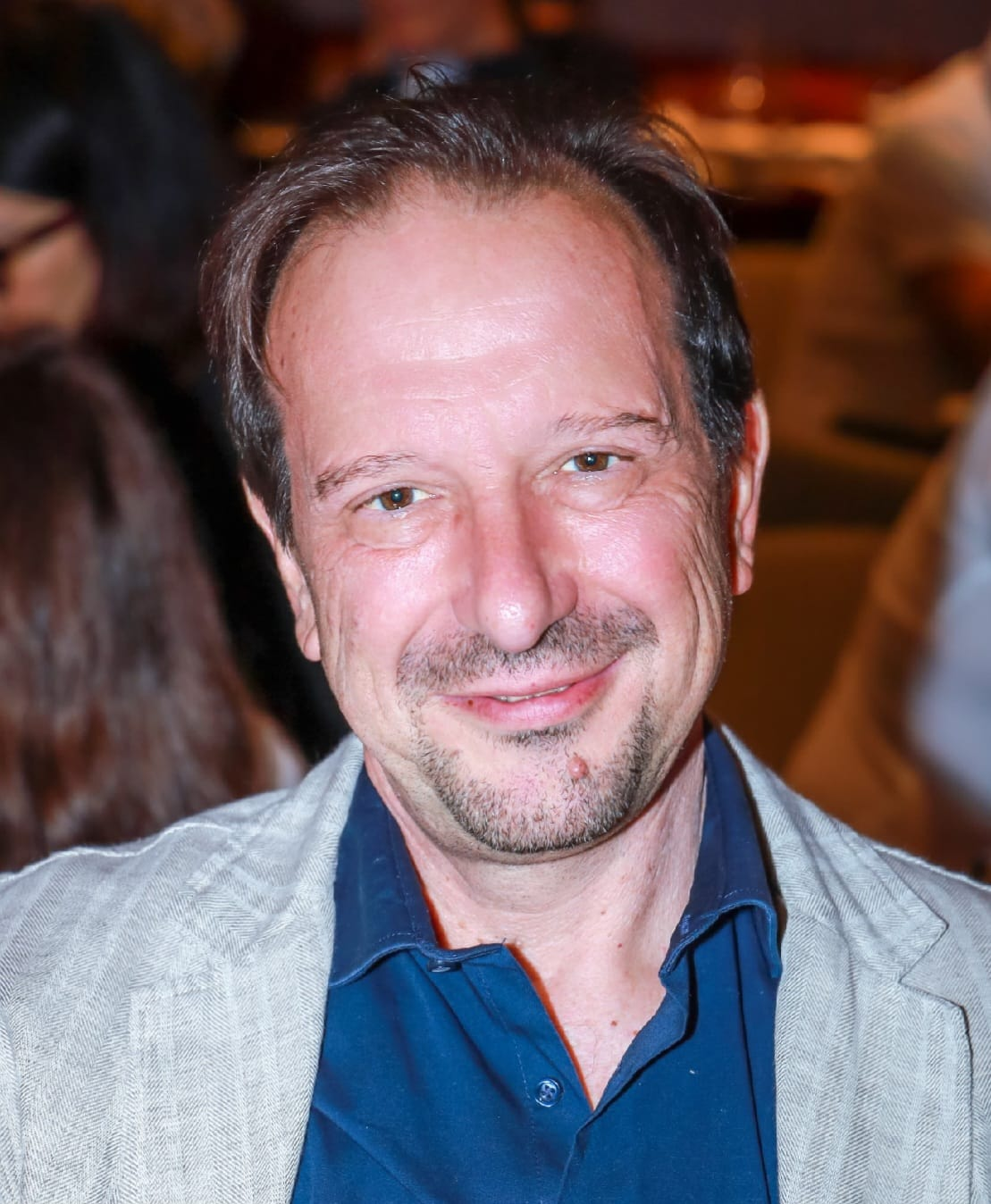
Massimiliano Caputi

È stato per oltre 35 anni arbitro internazionale di Pallanuoto e dal 2022 è membro del Technical Water Polo Committee (TWPC) della World Aquatics, l'organo tecnico internazionale della Pallanuoto.
Nel corso della sua carriera, Caputi ha partecipato a tutte le più importanti competizioni internazionali di pallanuoto, tra cui il Mondiale del 2003 a Barcellona e l'Europeo del 1997 a Siviglia. Tra il 2007 e il 2013 ha preso parte a due edizioni delle Olimpiadi (Pechino 2008 e Londra 2012), 4 Campionati del Mondo (Barcellona 2003, Melbourne 2007, Shangai 2011 e Kazan 2015) e ha diretto finali di rilievo, come la finale olimpica 2008 e tre finali mondiali (2007, 2011, 2015) oltre alla finale della LEN Champions League nel 2013.
Oltre al suo impegno a livello internazionale, Caputi continua a svolgere un ruolo attivo nel settore pallanuotistico italiano, contribuendo alla formazione e alla gestione degli arbitri a livello nazionale.

## Biografia
Nato a Trieste, nel 2001 si è trasferito a Civitavecchia. Ingegnere, Dirigente d'Azienda in Telecom Italia e dal 2024 in Fibercop. È sposato con l'Avv. Laura Russino ed ha due figli: Leonardo e Greta.
Arbitro internazionale di Pallanuoto, ha esordito in serie A nel 1989 e la qualifica di internazionale nel 1991.
Ha partecipato, tra l'altro, a 2 Olimpiadi (Pechino 2008 e Londra 2012), a 4 Campionati del Mondo (Barcellona 2003, Melbourne 2007, Shangai 2011 e Kazan 2015) e 2 edizioni della Coppa del Mondo (Belgrado 2002 e Budapest 2006).
Nel corso della sua carriera ha diretto 29 finali scudetto del Campionato Italiano, la finale Olimpica Femminile di Pechino 2008, la finale del Campionato mondiale di pallanuoto Maschile di Melbourne 2007, e quelle mondiali femminili nel 2011 a Shangai e nel 2015 a Kazan. Ha inoltre diretto la finale della LEN Champions League nel 2013.
Un altro traguardo importante per la carriera di Caputi è il festeggiamento delle 400 gare Serie A: in Italia solo Domenico De Meo di Cagliari ha diretto più partite in campionato (439), seguito da Pasquale Grosso di Carloforte (393) e Amedeo Clara di Terni (392).
Dal 2009 al 2013 è stato il Presidente dell'Associazione Italiana Arbitri (AIAPN) e fondatore a Shangai 2011 dell'Associazione Internazionale WWR degli arbitri Internazionali.
Dal dicembre del 2016 ha abbandonato l'attività da arbitro assumendo l'incarico presso la Federazione Italiana Nuoto come Consigliere Nazionale del Settore Pallanuoto del GUG.
Dal 2025 ha assunto l'incarico presso la Federazione Italiana Nuoto come Responsabile della Scuola Formazione e Recruiting del Gruppo Ufficiali di Gara.
Il 3 luglio 2022 è stato nominato membro internazionale del FINA Waterpolo Technical Committee. In questo ruolo ha partecipato a molteplici manifestazioni internazionali tra cui i Mondiali di Doha 2024, le Olimpiadi di Parigi 2024 e i Mondiali di Singapore 2025.